# Cinchona lancifolia
Cinchona lancifolia là một loài thực vật có hoa trong họ Thiến thảo. Loài này được Mutis mô tả khoa học đầu tiên năm 1793.